# David Hannay, Baron Hannay of Chiswick

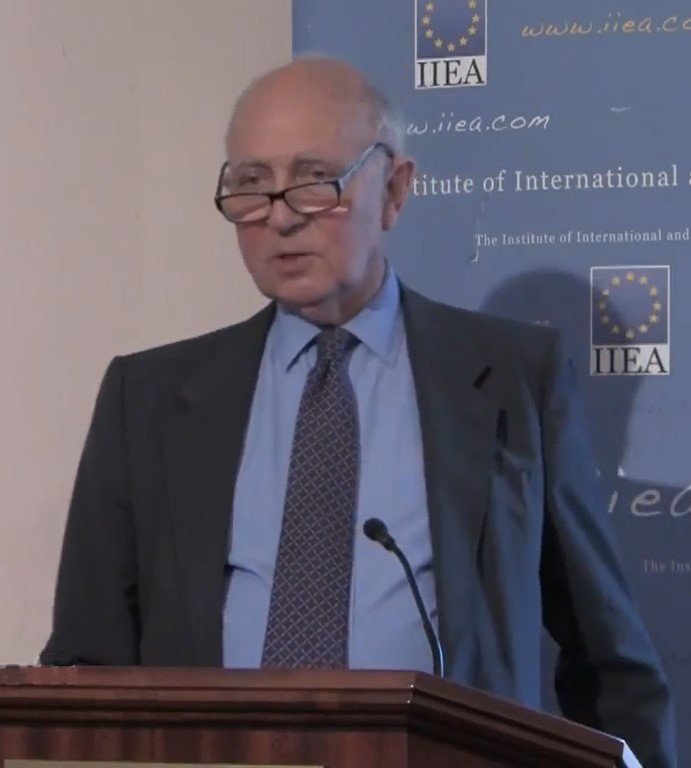
David Hannay, Baron Hannay of Chiswick, 2014

David Hugh Alexander Hannay, Baron Hannay of Chiswick (* 28. September 1935 in London) ist ein britischer Diplomat und Life Peer.

## Leben
Hannay wurde in London geboren und besuchte das Winchester College und das New College. 1959 begann er beim Foreign and Commonwealth Office und vertrat das Vereinigte Königreich in Teheran und Kabul. Von 1965 bis in die 1970er war er als Vertreter der britischen Regierung an Gesprächen beteiligt, die schließlich zum Eintritt des Vereinigten Königreichs in die Europäische Wirtschaftsgemeinschaft (EWG) führten. In den 1970ern und den 1980ern bekleidete er verschiedene Ämter im Ausländischen Amt in London. Für die britische Botschaft in Washington, D.C. war er von 1984 bis 1985 tätig. Anschließend wurde er zum Botschafter ernannt und vertrat das Vereinigte Königreich von 1985 bis 1990 in der EWG. Danach war er von 1990 bis 1995 Vertreter in den Vereinten Nationen.
1996 bis 2003 war er als Botschafter in Zypern tätig. Zudem war er einer der Autoren des Reformpapiers UN High Level Panel on Threats, Challenges and Change, das im Dezember 2004 Kofi Annan, dem Generalsekretär der Vereinten Nationen, vorgelegt wurde.
Von Januar 2006 bis 2011 war Hannay Vorsitzender der United Nations Association UK und ist derzeit Vorsitzender der Parlamentariergruppe der UN. Des Weiteren ist er in der nuklearen Abrüstungsgruppe aktiv.

## Auszeichnungen
1981 wurde er als Companion in den Order of St Michael and St George aufgenommen, 1986 als Knight Commander desselben Ordens geadelt und 1995 zum Knight Grand Cross desselben Ordens erhoben.
2001 wurde er zum Life Peer ernannt und erhielt den Titel Baron Hannay of Chiswick, of Bedford Park in the London Borough of Ealing. Er ist seither Mitglied des House of Lords.
2003 wurde er in den Order of the Companions of Honour aufgenommen. Außerdem ist er Vizekanzler der University of Birmingham.